# Новобураново
Новобура́ново — село в Усть-Калманском районе Алтайского края России. Административный центр Новобурановского сельсовета.

## География
Село находится на реке Кабановка, притоке реки Чарыш.
Климат
Климат резко континентальный, село находится в умеренно теплой климатической зоне. В январе средняя температура атмосферы — минус 17,7 °C, в июле — плюс 19,8 °C. Период без морозов составляет 120—130 дней в году. Годовое количество солнечных дней 250—260. Основное количество осадков выпадает преимущественно летом, их количество составляет от 300 до 500 мм в год.
Расстояние до
- районного центра Усть-Калманка 27 км.
- областного центра Барнаул 165 км.

Уличная сеть
В селе 10 улиц, 7 переулков и Прудовый проезд.
Ближайшие села
Ельцовка 10 км, Бураново 11 км, Кабаново 11 км, Усть-Ермилиха 13 км, Усть-Камышенка 16 км, Пономарёво 16 км, Кособоково 17 км, Западный 20 км, Новокалманка 22 км, Новотроенка 22 км.

## Население
| 1997  | 1998  | 1999  | 2000  | 2001  | 2002  | 2003  |
| ----- | ----- | ----- | ----- | ----- | ----- | ----- |
| 1263  | ↗1283 | ↘1272 | ↗1280 | ↘1235 | ↘1188 | ↘1175 |
| 2004  | 2005  | 2006  | 2007  | 2008  | 2009  | 2010  |
| ↘1126 | ↘1087 | ↘1042 | ↘1002 | ↘1001 | →1001 | ↘811  |
| 2011  | 2012  | 2013  | 2014  | 2015  | 2016  | 2017  |
| ↘809  | ↘792  | ↘774  | ↘754  | ↘744  | ↘738  | →738  |
| 2018  | 2019  | 2020  | 2021  |       |       |       |
| ↗741  | ↘737  | ↘720  | ↗726  |       |       |       |

## Инфраструктура
В селе работают сельскохозяйственные предприятия по выращиванию зерновых и масличных культур, разведению крупного рогатого скота, пчёл (ООО «7 пчёл», ООО «Бурановское», ООО «Агроинвест» и другие), есть строительная фирма ПК «Темп», торговые предприятия. Есть детский сад «Дюймовочка» и МОУ Новобурановская общеобразовательная школа, почтовое отделение, ФАП, административные учреждения и коммунальные предприятия.
Транспорт
По району проходит автодорога Алейск Чарышское, а также сеть региональных автодорог. Автостанция в Усть-Калманке предоставляет услуги по перевозке пассажиров на 12 междугородных и пригородных маршрутах.
Ближайшая железнодорожная станция находится в городе Алейске, в 60 км от райцентра Усть-Калманка.